# Gyrinocheilus
Gyrinocheilus — єдиний рід коропоподібних риб родини Gyrinocheilidae і підряду Gyrinocheiloidei. Рід поширений у Південно-Східній Азії. Ці риби мешкають у чистих гірських річках і струмках. Це дрібні або середнього розміру риби (до 28 см). Їхній рот перетворився на величезну присоску, за допомогою якої риба тримається за камені у швидкоплинній воді. Цим ротом, як пилососом, риба всмоктує детрит та водорості із дна водойм та із поверхонь підводних предметів. Ці рибки мають унікальну для риб будові зябер — зяброва кришка має два отвори: через один отвір вода надходить до зябер, через інший відходить. Це пристосування дозволяє рибі дихати, коли рот зайнятий просмоктуванням до дна.

## Види
- Gyrinocheilus aymonieri (Tirant, 1883)
- Gyrinocheilus pennocki (Fowler, 1937)
- Gyrinocheilus pustulosus Vaillant, 1902